# Madison (Georgia)
Madison város az USA Georgia államában. Lakosainak száma 4447 fő (2020. április 1.).

## Népesség
A település népességének változása:
| Lakosok száma | 3636 | 3979 | 4447 |
|               | 2000 | 2010 | 2020 |